# Marie Hall

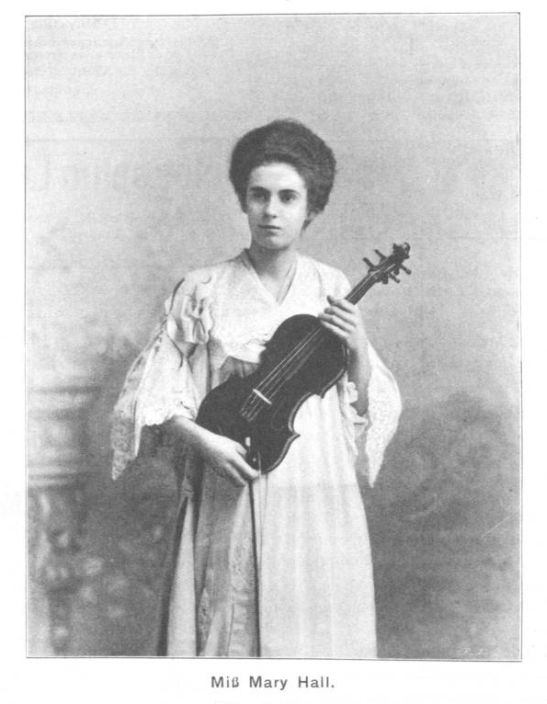
Mary Hall (Quelle: Sport und Salon vom 7. Februar 1903, S. 27)

Marie Pauline Hall, Mary Hall (* 8. April 1884 in Newcastle upon Tyne, England; † 11. November 1956 in Cheltenham) war eine englische Violinistin.

## Leben
Marie Hall erhielt ihre ersten Unterrichtsstunden von ihrem Vater, einem Harfenspieler im Orchester der Carl Rosa Opera Company. Zusätzlich wurde sie von einer örtlichen Lehrerin, Hildegarde Werner, unterrichtet. Marie zog mit ihrer Familie durchs Land und verbrachte einige Jahre in Guarlford, einem kleinen Dorf bei Malvern. Als sie neun Jahre alt war, hörte Émile Sauret sie spielen und empfahl ihren Eltern vergeblich, sie zur Royal Academy of Music in London zu schicken. Sie fuhr fort, unter anderen bekannten Lehrern das Geigenspiel zu studieren, unter anderem mit Edward Elgar, August Wilhelmj in London, Max Mossel in Birmingham und Professor Kruse in London. Auf den Rat von Jan Kubelík ging sie 1901 nach Prag zu dessen ehemaligen Tutor Otakar Ševčík ans Prager Konservatorium.
1902 trat sie das erste Mal öffentlich in Prag auf, im Januar 1903 in Wien, und ihr Londoner Debüt gab sie am 16. Februar 1902, jeweils mit großem Erfolg. Die Spieltechnik hatte sie nach eigenen Angaben von ihrem Lehrer Ševčík gelernt. Sie absolvierte lange Tourneen mit anspruchsvollem Programm, ohne Zeichen der Erschöpfung zu zeigen.
Ralph Vaughan Williams schrieb The Lark Ascending für Marie Hall und widmete es ihr. Sie führte das Stück zum ersten Mal 1921 in der Queen’s Hall unter Adrian Boult auf.
1911 heiratete Hall ihren Manager Edward Baring. Das Paar wohnte in Cheltenham und bekam eine Tochter, Pauline. Für die letzten Jahre ihres Lebens lebte sie in Cheltenham in einer großen viktorianischen Villa, „Inveresk“, in der Eldorado Road. Marie wird als eine „bezaubernde Frau, sehr klein und fröhlich und mit einem großartigen Sinn für Humor“  beschrieben. Sie starb in Cheltenham am 11. November 1956 im Alter von 72 Jahren.
Hall spielte ab 1905 – über fünfzig Jahre lang – eine  im Jahr 1709 gebaute Stradivari, die nach Giovanni Battista Viotti benannt wurde, obwohl sie wahrscheinlich nur kurzzeitig in dessen Besitz gewesen war. Bei einer Sotheby’s-Auktion im Jahr 1988 erzielte das Instrument den damaligen Rekordpreis von 473.000 Pfund. Heute wird die Violine „Viotti-Marie Hall“ (oder kurz „Marie Hall“) genannt und im Chimei Museum in Taiwan aufbewahrt.